# Almodis de La Marche
Almodis de La Marche, o Adalmode de la Marche, Almodis, anche in spagnolo, in catalano in francese, in aragonese, in portoghese e in galiziano, Almodis anche in latino e in occitano (Francia, 1020 circa – Barcellona, 16 ottobre 1071), signora di Lusignano dal 1038 a poco dopo il 1040, contessa consorte di Tolosa dal 1045 al 1053 e contessa consorte di Barcellona dal 1053 al 1071.

## Biografia

### Infanzia

La contea de la Marche, nel cuore della Francia.

Per quanto riguarda la sua origine, essa era figlia di Bernardo I (ca. 991- 16 giugno 1047) conte de La Marche e della moglie, Amelia de Rasés (? - † 1053); secondo altre fonti la madre di Almodis potrebbe essere anche Amelia di Montignac (ca. 989 -† ca. 1072) oppure Amelia d'Aulnay (ca. 990 -† ca. 1072), mentre altri la mettono in relazione con Ermengarda di Corson, viscontessa di Comborn (deducendolo dal documento n°97 del Cartulaire de l'abbaye d'Uzerche (Corrèze). Il nome della madre, ripreso da un documento del 1053 ("Almodis comitissa, filia que es Amelie comitisse") è citato dallo storico José Enrique Ruiz Domenec nel suo libro Quan els vescomtes de Barcelona eren (Barcelona, 2006), quando cita la figlia, Almodis, contessa di Barcellona, che riceve il giuramento di fedeltà dal vescovo di Barcellona, Guislaberto.
Secondo il Chronicon sancti Maxentii Pictavensis, Chroniques des Eglises d'Anjou Bernardo I de La Marche era figlio primogenito (ed unico) del Conte di Périgord e Conte de La Marche, Adalberto I e della moglie, Almodia o Adalmoda, come ci riferisce la Cronaca di Ademaro di Chabannes.

### Primo matrimonio

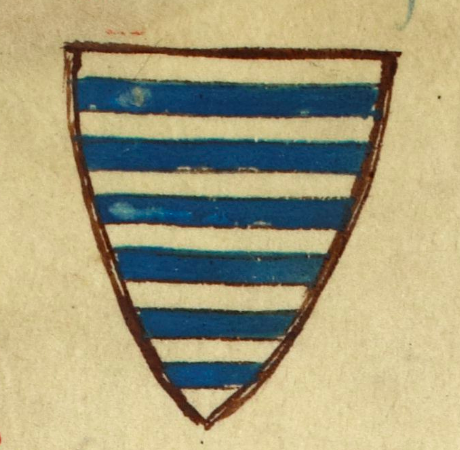
Lo stemma dei Lusignano nellHistoria anglorum

Nel 1038 circa Almodis sposò il signore di Lusignano, Ugo V detto il Pio († 1060), che era il figlio primogenito del quarto Signore di Lusignano, Ugo IV detto il Bruno (le Brun) e di Adelarda, come ci conferma il documento n° 440 del Cartulaire de l'abbaye de Saint-Cyprien de Poitiers : (931-1155), che riporta di una donazione di Ugo IV di Lusignano (Ugo Liziniacensis), fatta ai monaci di Lusignano, citando come testimoni la moglie Adelarda (Hildeardis uxoris sue) e i due figli maggiori, Ugo e Rorgone (infantum suorum Hugonis et Rorgonis).
Della madre Adelarda non si conoscono né gli ascendenti né il casato (secondo il Duguet era imparentata con i signori di Chabanais).

### Secondo matrimonio

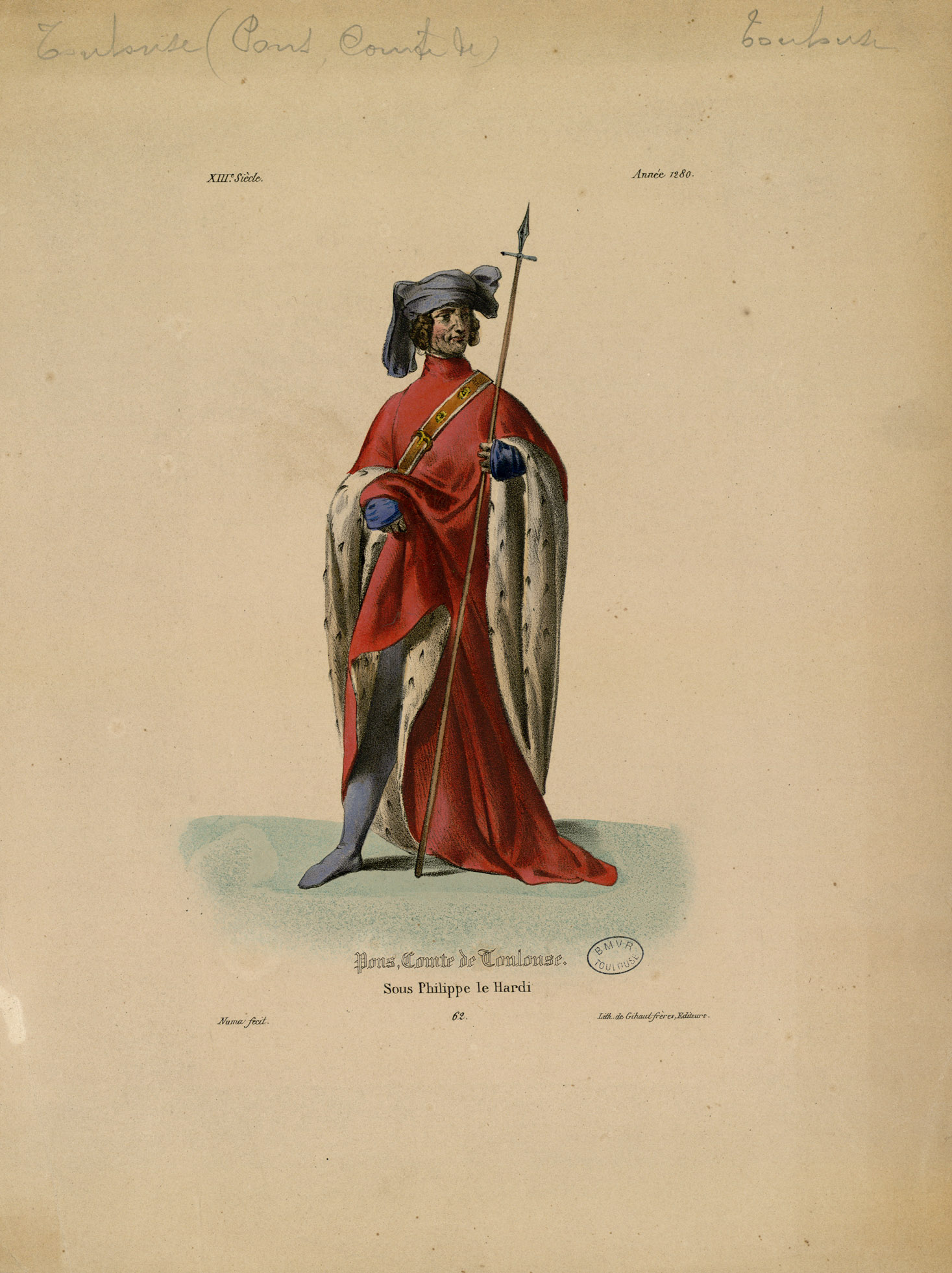
Ponzio II di Tolosa in una litografia

Dopo il 1040 il matrimonio fu annullato per motivi di consanguineità, e Almodis, nel 1045, si risposò in seconde nozze con Ponzio, conte di Tolosa, che era vedovo, dal 1044 circa, della sua prima moglie, Mayor, che, secondo lo storico Justo Pérez de Urbel, era Mayor Sánchez di Navarra (ca. 1015- prima del 1044), che i cronisti francesi chiamavano "Majorie", figlia del re di Pamplona, Sancho III Garcés di Navarra.
Nel giugno del 1053, secondo il documento n° 235 del volume V delle Preuves de l'Histoire Générale de Languedoc, Almodis suggerì al marito, Ponzio di codificare l'unione delle abbazie di Cluny, che avrebbe avuto la preminenza, e di Moissac. Tale avvenimento viene ricordato anche dal documento n° 3344 delle Chartes de l'abbaye de Cluny del 29 giugno 1053.

### Terzo matrimonio

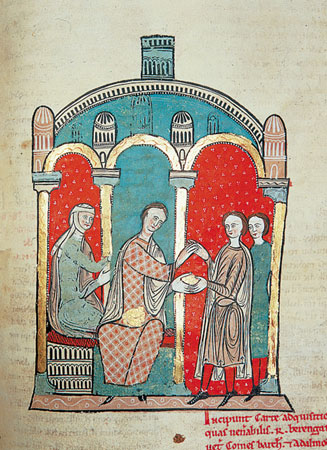
Raimondo Berengario I di Barcellona e sua moglie, Almodis de la Marche, pagano 2,000 once in monete d'oro a Raimondo di Cerdagna e Adelaide, conte e contessa di Cerdagna, per i loro diritti su Carcassonne, nel 1067.

Nell'estate del 1053, Raimondo Berengario I detto el Vell ("il Vecchio") (1024-1076), conte di Barcellona, fece rapire Almodis dal suo alleato, l'emiro musulmano di Tortosa, che con una flotta musulmana assalì Narbona e rapì la contessa, che fu portata a Barcellona, dove il conte Raimondo Berengario la convinse a sposarlo, pur essendo ancora in vita i rispettivi consorti, il suo secondo marito, Ponzio, e Bianca di Narbona, la moglie di Raimondo. Mentre Ponzio, tenuto in considerazione il documento del 29 giugno 1053, succitato, ripudiò Almodis, nella seconda metà del 1053, Bianca, sostenuta dalla nonna di Raimondo Berengario, Ermesinda di Carcassonne, si appellò al papa Vittore II che, qualche tempo dopo il matrimonio tra Raimondo e Almodis, avvenuto poco dopo il giugno 1053, li scomunicò.
Almodis compare citata in due documenti di donazione, assieme al terzo marito, Raimondo: una prima volta, verso la metà degli anni cinquanta, nella Colleció Diplomática de la casa de Temple de Barberà; una seconda volta nel documento n° CCLXXIV, del Cartulaire de l'abbaye de Lérins, 1ère partie.
Nonostante le vicissitudini matrimoniali Almodis conservò un buon rapporto con tutti i figli ed anche i mariti:
- nel 1060, convinse Ugo V di Lusignano a schierarsi con suo figlio Guglielmo IV di Tolosa, quindi contro il suo sovrano il duca d'Aquitania Guido Goffredo, che avanzava delle pretese sul ducato di Tolosa
- nel 1065, si recò a Tolosa per il matrimonio della figlia Almodis di Tolosa
- infine i suoi figli presero parte, insieme, a diverse spedizioni militari e nel 1097, Ugo VI di Lusignano, Raimondo di Saint-Gilles e Berengario Raimondo II presero parte alla Prima crociata.

### Morte

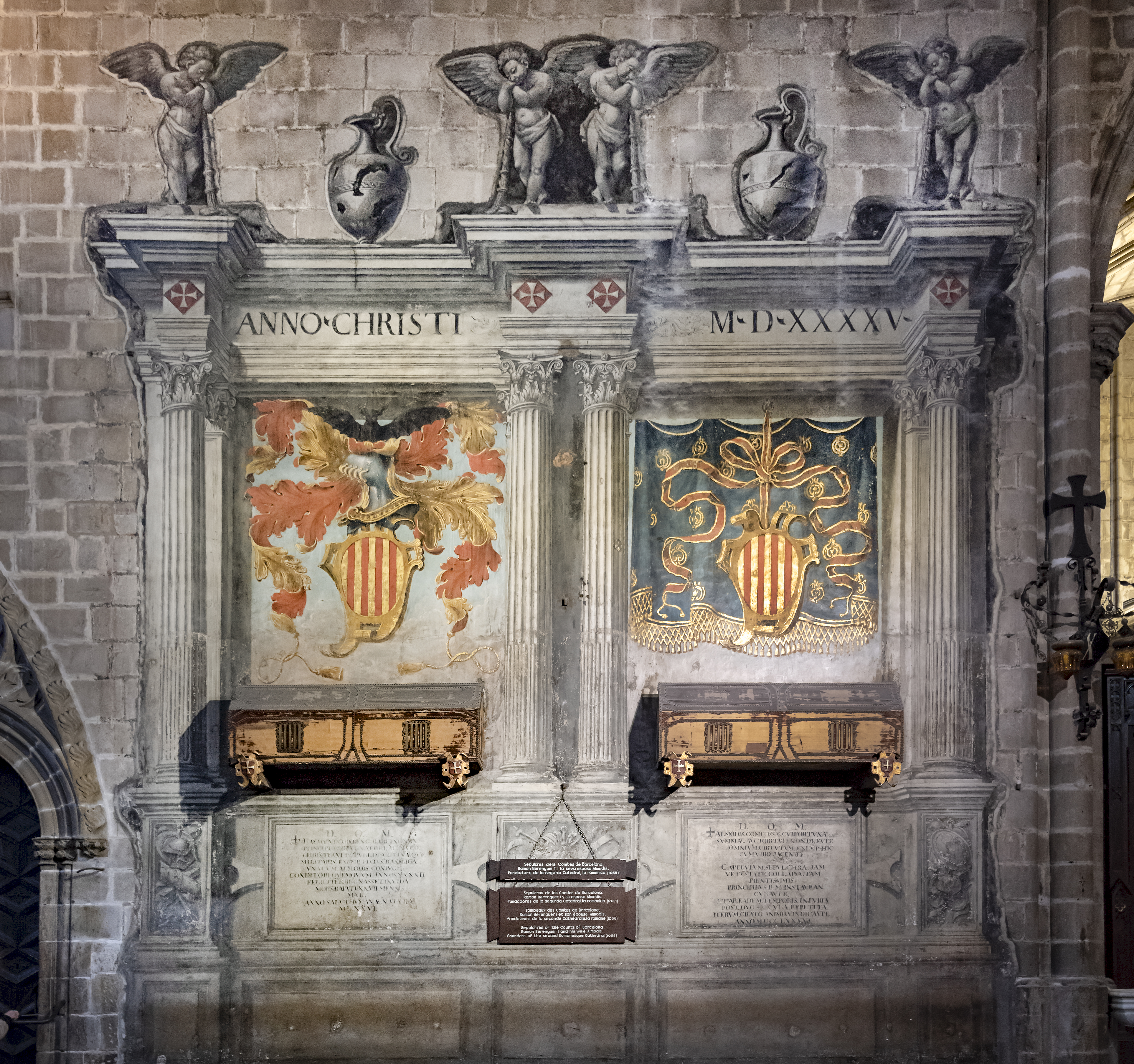
Sepolcri di Raimondo Berengario I e Almodis de la Marche. Cattedrale di Barcellona.

Il conte Raimondo Berengario dalla prima moglie, Isabella di Carcassonne, aveva avuto un figlio (altri due erano morti in tenera età), l'erede designato alla successione paterna, Pietro Raimondo (1050- dopo il 1073), che era molto affezionato ad Almodis, che l'aveva cresciuto come un figlio proprio; ma quando raggiunse la maggiore età ebbe la sensazione, forse a ragione, che la matrigna si adoperasse per rimpiazzarlo con i suoi due figli maschi, gemelli, nella successione alla contea di Barcellona; così l'assassinò, strangolandola, nel 1071. L'avvenimento è confermato dal Los Condes de Barcelona Vindicados, Tomos II, che cita il necrologio del monastero di San Cucufate il giorno 17 novembre
Pietro Raimondo per il suo crimine fu diseredato ed esiliato, ed anche papa Gregorio VII, appena eletto, nel 1073 gli inflisse una penitenza per l'uccisione della matrigna.
Quando nel 1076 Raimondo Berengario morì, gli successero i figli gemelli Raimondo Berengario el Cap d'Estopes ("Testa di Stoppia") e Berengario Raimondo el Fratricida ("il Fratricida").

## Discendenza
Almodis ebbe, dai vari mariti, numerosi figli::
- ad Ugo V Signore di Lusignano, diede tre figli[23]:
  - Ugo[24], detto il Diavolo (ca. 1039 † tra il 1106 e il 1110), signore di Lusignano, che partecipò alla prima crociata, in Terra santa e rientrò in Francia, dove morì.
  - Giordano, gemello di Ugo[7], morto tra il 1060 e il 1078
  - Melissenda (ca. 1040-1075) sposò Simone I di Parthenay, figlio di Guglielmo di Parthenay[23].
- a Ponzio conte di Tolosa ne diede quattro[12]:
  - Guglielmo IV[5] (ca.1046- Huesca 1094), conte di Tolosa e d'Albì e marchese di Provenza[25].
  - Raimondo di Saint Gilles[5] (1048-1105), conte di Nîmes, conte di Tolosa e d'Albì, marchese di Provenza, che partecipò alla prima crociata, in Terra santa, dove divenne conte di Tripoli[25] e morì durante l'assedio della città[26].
  - Ugo di Tolosa, nominato nel documento n° 3392 delle Chartes de l'abbaye de Cluny del 1063[27], che dal 1066 fu abate a Saint-Gilles di Nîmes, e poi fu abate a Cluny[28].
  - Almodis (ca. 1050- dopo il 1132) che sposò nel 1065: il conte Pietro di Melgueil, figlio del conte Raimondo e di Beatrice del Poitou, citata in diversi documenti del volume V delle Preuves de l'Histoire Générale de Languedoc, il n° 334[29], 353 I[30], 353 II[31] e 365[32].
- a Raimondo Berengario conte di Barcellona, ne diede cinque[22][33]:
  - Raimondo Berengario II el Cap d'Estopes ("Testa di Stoppia")[34] (1054-1082, assassinato, sembra da un uomo della sua scorta in un bosco nei pressi di Barcellona), conte di Barcellona
  - Berengario Raimondo II el Fratricida ("il Fratricida")[34] (1054-1097, a cui la voce popolare addebitò l'omicidio del fratello), conte di Barcellona e crociato in Terra santa
  - Arnaldo Pietro (ca. 1054-tra il 2 gennaio 1068 e il 12 novembre 1076), citata in due documenti di donazione, assieme ai genitori: una prima volta, nel 1054, nella Colleció Diplomática de la casa de Temple de Barberà[1]; una seconda volta nel documento n° CCLXXIV, del Cartulaire de l'abbaye de Lérins, 1ère partie, del 1068[18], ma non citato nel testamento del padre
  - Inès o Agnese di Barcellona (ca. 1056-prima del 12 novembre 1076), che sposò, il 10 maggio 1070, il conte Ghigo II d'Albon, figlio di Ghigo I d'Albon e di Gotelene. Entrambi i coniugi non furono citati nel testamento di Raimondo Berengario I[33]
  - Sancha di Barcellona (ca. 1058- dopo il 13 aprile 1102 in questa data è ricordata nel testamento del figlio, Guglielmo Giordano di Cerdanya[35]), che, secondo le Europäische Stammtafeln[36], vol III, 137 (non consultate), sposò, dopo il 12 novembre 1076, il conte di Cerdagna, Guglielmo Raimondo (?-ca. 1095) figlio del conte Raimondo Goffredo e di Adelaide[33].

## Almodis de La Marche nella letteratura
Almodis de La Marche è un personaggio del romanzo Il signore di Barcellona (Te daré la tierra, 2008) di Chufo Lloréns.

### Fonti primarie
- (LA)  Preuves de l'Histoire Générale de Languedoc, tome V.
- (LA)  Chronicon sancti Maxentii Pictavensis, Chroniques des Eglises d'Anjou.
- (LA)  Documenta Germaniae Historica, Scriptores, tomus XXIII.
- (LA)  Chartes de l'abbaye de Cluny.
- (LA)  Cartulaire de l'abbaye de Lérins, 1ère partie.
- (LA)  Rerum Gallicarum et Francicarum Scriptores, tomus XI.
- (LA)  Ruiz-Domenèc, J. E. (2006) Quan els vescomtes de Barcelona eren (Barcelona) Archiviato il 20 dicembre 2014 in Internet Archive..
- (LA)  Cartulaire de l'abbaye d'Uzerche (Corrèze).

### Letteratura storiografica
- Louis Alphen, La Francia nell'XI secolo, in «Storia del mondo medievale», vol. II, 1999, pp. 770–806.
- Rafael Altamira, La Spagna (1031-1248), in «Storia del mondo medievale», vol. V, 1999, pp. 865–896.
- (FR)  Archives du Gard.
- (ES)  Los Condes de Barcelona Vindicados, Tomos II.
- (LA)  Marca Hispanica.